# Carlos Cerda Aguilera
Carlos Orlando Cerda Aguilera (12 de febrero de 1919 - 23 de abril de 2014) fue un político chileno del Partido Demócrata Cristiano. 
En el ámbito laboral, entre 1933 y 1934 fue funcionario del Servicio de Seguro Social de Rancagua. 
Inició sus actividades políticas al integrarse al Partido Demócrata Cristiano.
En 1956 fue elegido regidor de San Carlos para el periodo 1956-1957.
En 1961 fue elegido diputado por la Decimoquinta Agrupación Departamental "Itata y San Carlos", período 1961-1965. Integró la Comisión Permanente de Vías y Obras Públicas y fue diputado reemplazante en la Comisión Permanente de Defensa Nacional.
En 1965 fue reelecto diputado por la Decimoquinta Agrupación Departamental, período 1965-1969. Integró la Comisión Permanente de Defensa Nacional y a partir de 1969 fue miembro del Comité Parlamentario Demócrata Cristiano.
En 1971 fue elegido alcalde de San Carlos, desempeñando el cargo hasta 1973.